# Hunab Ku

Le Dieu Créateur

Hunab Ku est le dieu créateur des Mayas qui rétablit le monde après les trois déluges qui se déversèrent de la bouche du serpent du ciel. Le premier monde fut habité par des nains qui construisirent les cités, le second par une race inconnue : les Dzolobs qualifiés de transgresseurs et finalement le troisième monde fut habité par les Mayas eux-mêmes.